# Louis Remacle (philologue)
Pour les articles homonymes, voir Louis Remacle.
Louis Remacle, né le 30 septembre 1910 à La Gleize (Stoumont, province de Liège) et mort à Verviers le 10 mai 1997, est un écrivain et philologue belge, ainsi qu'un militant wallon. 
Il fut lauréat du Prix Francqui et académicien. On le considère également comme un écrivain de langue wallonne important.

## Biographie
Docteur en philologie romane de l'université de Liège (1932), il a aussi terminé son service militaire en 1932, Louis Remacle enseigna tout d'abord à l'Athénée de Seraing (1935-1946). Il est nommé professeur à l'Université de Liège en 1946  et il y avait déjà succédé à Jean Haust pour la chaire de dialectologie en 1938. Il accède à la chaire d'orthophonie en 1944 et du latin vulgaire en 1946. Les cours de grammaire comparée des langues romanes, puis d'exercices de philologie française viendront compléter ses attributions.
Sa thèse doctorale sur le parler de Stavelot, modèle de monographie scientifique est publiée par l'Académie royale de langue et de littérature françaises de Belgique.
Travailleur acharné, il publie régulièrement des travaux soignés et complexes. C'est le cas en 1948, avec Le problème de l'ancien wallon, dans lequel il démontre que, pour ce qui concerne en tout cas la littérature française écrite en Wallonie au Moyen Âge, on ne peut trouver de traces de wallon en tant que tel. Il s'agit, selon lui, d'une langue française parsemée de traits dialectaux, à laquelle il donne plus volontiers le nom de scripta.
En 1947 avec 52 autres  académiciens, il signe la pétition la Wallonie en alerte attirant l'attention sur la nécessité de remettre à une date ultérieure l'adaptation des sièges à la Chambre et au Sénat, car le vote d'une telle loi sur l'adaptation des sièges condamnerait la Wallonie à une minorité perpétuelle et il faut au contraire qu'on garantisse à la Wallonie l'existence en tant que nationalité . Cette lettre envoyée aux deux chambres n'empêcha pas que, effectivement, l'adaptation en question ait lieu en 1961.
La langue wallonne et la dialectologie l'attirent d'emblée, mais bientôt, il est séduit par la phonétique et l'orthophonie. Sa compétence ne s'arrête pas à ces matières, puisqu'il excelle également dans l'analyse de textes littéraires français, au sein de l'école d'analyse textuelle liégeoise initiée par Servais Étienne. Il exerce une grande influence en coordonnant les Cahiers de l'analyse textuelle de 1959 à 1979, avec Paul Delbouille.
Dès 1953, il jette les bases des publications de l'Atlas linguistique de la Wallonie, une vaste entreprise géolinguistique imaginée par son prédécesseur Jean Haust .
En 1948, il entre en tant que membre belge philologue à l'Académie royale de langue et de littérature françaises.
En 1956, il reçoit le Prix Francqui pour saluer l'ensemble de ses travaux de recherche.
Maurice Piron lui accorde une place importante en tant que poète de langue wallonne dans l'Anthologie de la littérature wallonne.
Il est inhumé au Cimetière de Sainte-Walburge à Liège.

## Publications
- Louis Remacle, Le parler de La Gleize, Bruxelles, Académie royale de langue et de littérature françaises, 1937, 355 p.
- Louis Remacle, Les variations de l'h secondaire en Ardenne liégeoise, Paris, Droz, 1944, 438 p.
- Louis Remacle, Le problème de l'ancien wallon, Liège, Université de Liège - Faculté de Philosophie et Lettres, 1948, 230 p.
- Louis Remacle, Orthophonie française : conseils aux Wallons, Liège, G. Michiels, 1948, 115 p.
- Louis Remacle, Syntaxe du parler wallon de La Gleize . Tome I : Noms et articles, adjectifs et pronoms, Paris, Les Belles Lettres, 1952, 403 p.
- Louis Remacle, Atlas linguistique de la Wallonie. Tome I : Introduction générale. Aspects phonétiques, 100 cartes et notices, Liège, Université de Liège - Institut de dialectologie wallonne, 1953; 304 p.  (ISBN 2-87019-004-2).
- Louis Remacle, Syntaxe du parler wallon de La Gleize . Tome II : Verbes, adverbes, prépositions, Paris, Les Belles Lettres, 1956, 379 p.
- Louis Remacle, Syntaxe du parler wallon de La Gleize . Tome III : Coordinations, subordinations, phénomènes divers, Paris, Les Belles Lettres, 1960, 347 p.
- Louis Remacle, Documents lexicaux extraits des archives scabinales de Roanne, La Gleize, Paris, les Belles Lettres, 1967, 437 p.
- Louis Remacle, Les noms du porte-seaux en Belgique romane : le terme liégeois hårkê , Liège, éd. du Musée wallon, 1968, 199 p.
- Louis Remacle, Le problème de l'ancien wallon, Liège, Universisté de Liège - Faculté de Philosophie et Lettres, 1968, 230 p.
- Louis Remacle, Atlas linguistique de la Wallonie. Tome II : Aspects morphologiques, 122 cartes et notices, Liège, Université de Liège - Institut de dialectologie wallonne, 1969; 354 p.
- Louis Remacle, Orthophonie française : conseils aux Wallons, 2e édition, Paris, les Belles Lettres, 1969, 141 p.
- Louis Remacle, Documents lexicaux extraits des archives de Stoumont, Rahier et Francorchamps, Liège, Université de Liège - Faculté de Philosophie et Lettres, 1972, 155 p.
- Louis Remacle, Notaires de Malmedy, Spa et Verviers, Paris, les Belles Lettres, 1977, 293 p.
- Louis Remacle, Glossaire de la Gleize, Liège, Société de langue et de littérature wallonnes, 1980, 216 p.
- Louis Remacle, Toponymie de Lierneux, Liège, G. Michiels, 1990, 180 p.
- Louis Remacle, Orthoépie: Essai de contrôle de trois dictionnaires de prononciation française, Librairie Droz, 1994, 162 p. (ISBN 2870192630 et 9782870192634, lire en ligne)
- Louis Remacle, La différenciation dialectale en Belgique romane avant 1600, Liège, Université de Liège - Faculté de Philosophie et lettres, 1992, 203 p.  (ISBN 2-260-66256-0)
- Louis Remacle, Étymologie et phonétique wallonnes : questions diverses, Liège, Université de Liège - Faculté de Philosophie et lettres, 1997, 261 p.  (ISBN 2-87019-267-3)
- Louis Remacle, Poèmes wallons, éd. posthume, Liège, Société de langue et de littérature wallonnes, 2010, 286 p.  (ISBN 978-2-930505-08-4)